# Soto del Barco
Soto del Barco (em castelhano) ou Sotu'l Barcu (em asturiano) é um concelho (município) da Espanha na província e Principado das Astúrias. Tem 35,34 km² de área e em 2019 tinha 3 866 habitantes (densidade: 109,4 hab./km²).

## Demografia
| Variação demográfica do município entre 1991 e 2004 | Variação demográfica do município entre 1991 e 2004 | Variação demográfica do município entre 1991 e 2004 | Variação demográfica do município entre 1991 e 2004 |
| --------------------------------------------------- | --------------------------------------------------- | --------------------------------------------------- | --------------------------------------------------- |
| 1991                                                | 1996                                                | 2001                                                | 2007                                                |
| 4675                                                | 4450                                                | 4174                                                | 4085                                                |